# Statut Rady Europy
Statut Rady Europy (zwany też traktatem londyńskim) – umowa międzynarodowa powołująca do życia Radę Europy. Statut został podpisany 5 maja 1949 roku w Londynie przez 10 państw (Belgię, Danię, Francję, Holandię, Irlandię, Luksemburg, Norwegię, Szwecję, Wielką Brytanię i Włochy). Po uzyskaniu wymaganej liczby siedmiu ratyfikacji wszedł w życie 3 sierpnia 1949 roku. Sporządzony w językach angielskim i francuskim, depozytariuszem jest rząd brytyjski. Zarejestrowany przez Sekretariat ONZ 11 kwietnia 1951. Obecnie jego stronami jest 46 państw – wszystkie państwa europejskie z wyjątkiem Białorusi i Rosji.